# グラシム・インダストリーズ
グラシム・インダストリーズ（英語：Grasim Industries Limited）は、インドのマハーラーシュトラ州ムンバイに本社を置くセメントおよび繊維製造会社。

## 概要
アディティア・ビルラ・グループの中核事業体である。元々は繊維業が主体であったが経営の多角化に成功しレーヨン繊維以外に、セメント、海綿鉄、苛性ソーダなどの化学製品を製造している。
特に、ビスコース繊維は世界50カ国に輸出し、世界シェアの16％を占めている。また、1980年代にセメント事業に参入し、現在はセメント事業が売上の5割強に達し、繊維事業の割合は1割程度までに逆転している。セメント生産に関してはインド最大規模であり国内に工場を150箇所持ち、世界第3位（中国除く）の実績を上げるまでに成長している。
国外には合弁会社もあり、タイ王国のタイレーヨン、PTインド・バーラト・レーヨンなどがある。